# Cyrtoclytus scapalis
Cyrtoclytus scapalis là một loài bọ cánh cứng trong họ Cerambycidae.